# Перевозчик (фильм)
«Перевозчик» (фр. Le Transporteur) — франко-американский криминальный боевик, премьера которого состоялась в США 11 октября 2002 года. Роль Фрэнка Мартина сыграл английский актёр Джейсон Стейтем, исполнивший почти все свои трюки самостоятельно. Актриса Шу Ци играет Лаи Кваи, возлюбленную Мартина.

## Сюжет
Бывший спецназовец Фрэнк Мартин живёт, по-видимому, тихой жизнью на побережье южной Франции, нанимаясь «перевозчиком», который занимается перевозом груза либо людей из пункта А в пункт Б без личного вмешательства
и вопросов, чтобы спокойно спать.
Он выполняет эти загадочные и иногда опасные задания на своём BMW E38 735i и следует трём строгим правилам, которые он никогда не нарушает:
1. Никогда не изменяй условия сделки.
2. Никаких имён.
3. Никогда не открывать груз.

Новая «перевозка» Фрэнка не выглядит ничем отличным от других бесконечных перевозок. Его нанимает американец, известный лишь как «Уолл-стрит», для доставки груза. Всё начинается как обычно, но затем он останавливается на пути, чтобы сменить лопнувшую шину, и замечает, что «груз» шевелится. Нарушая правило № 3, Фрэнк открывает сумку, с удивлением видя в ней связанную женщину с заклеенным ртом. Её зовут Лаи Кваи, и открыв сумку, Фрэнк стал целью попытки убийства.
Фрэнк довольно быстро нарушает остальные два правила и узнаёт от своей компаньонки о заговоре нелегальной контрабанды людей, которым управляет отец Лаи. Фрэнку приходится помешать планам отца Лаи и «Уолл-стриту» ради самой Лаи. Когда Фрэнк попадает в тюрьму, то все рассказывает своему другу, инспектору полиции Таркони. Поверив Фрэнку, Таркони помогает сбежать ему из тюрьмы, после которой Фрэнк отправляется мешать планам «Уолла-стрита» и отца Лаи. В конце фильма Фрэнку удаётся перехватить контейнер, полный иммигрантов, а Лаи убивает своего отца ради спасения Фрэнка.

## В ролях
| Актёр            | Роль                              |
| ---------------- | --------------------------------- |
| Джейсон Стейтем  | Фрэнк Мартин                      |
| Шу Ци            | Лаи Кваи                          |
| Мэтт Шульц       | Дэррен «Уолл-стрит» Беттенкурт    |
| Франсуа Берлеан  | инспектор Таркони                 |
| Рик Янг          | мистер Кваи                       |
| Дуг Ранд         | Лидер                             |
| Дидье Сент-Мелин | Босс                              |
| Сирил Рафаэлли   | участник драки в автобусном парке |

## Саундтрек
Трек-лист:
1. Tweet — «Boogie 2nite»
2. Nate Dogg — «I Got Love»
3. Sacario featuring Angie Martinez and Fat Joe — «Live Big (Remix)»
4. Benzino — «Rock The Party»
5. Knoc-turn’al — «Muzik»
6. Angie Martinez featuring Lil’ Mo and Sacario — «If I Could Go!»
7. Tamia — «Be Alright»
8. Missy Elliott — «Scream AKA Itchin'»
9. Gerald Levert — «Funny»
10. Hustlechild — «I’m Cool»
11. Keith Sweat — «One on One»
12. Nadia — «Life of a Stranger»